# Brassia forgetiana
Brassia forgetiana är en orkidéart som beskrevs av Auct. Brassia forgetiana ingår i släktet Brassia och familjen orkidéer. Inga underarter finns listade i Catalogue of Life.